# Gandhi Smriti

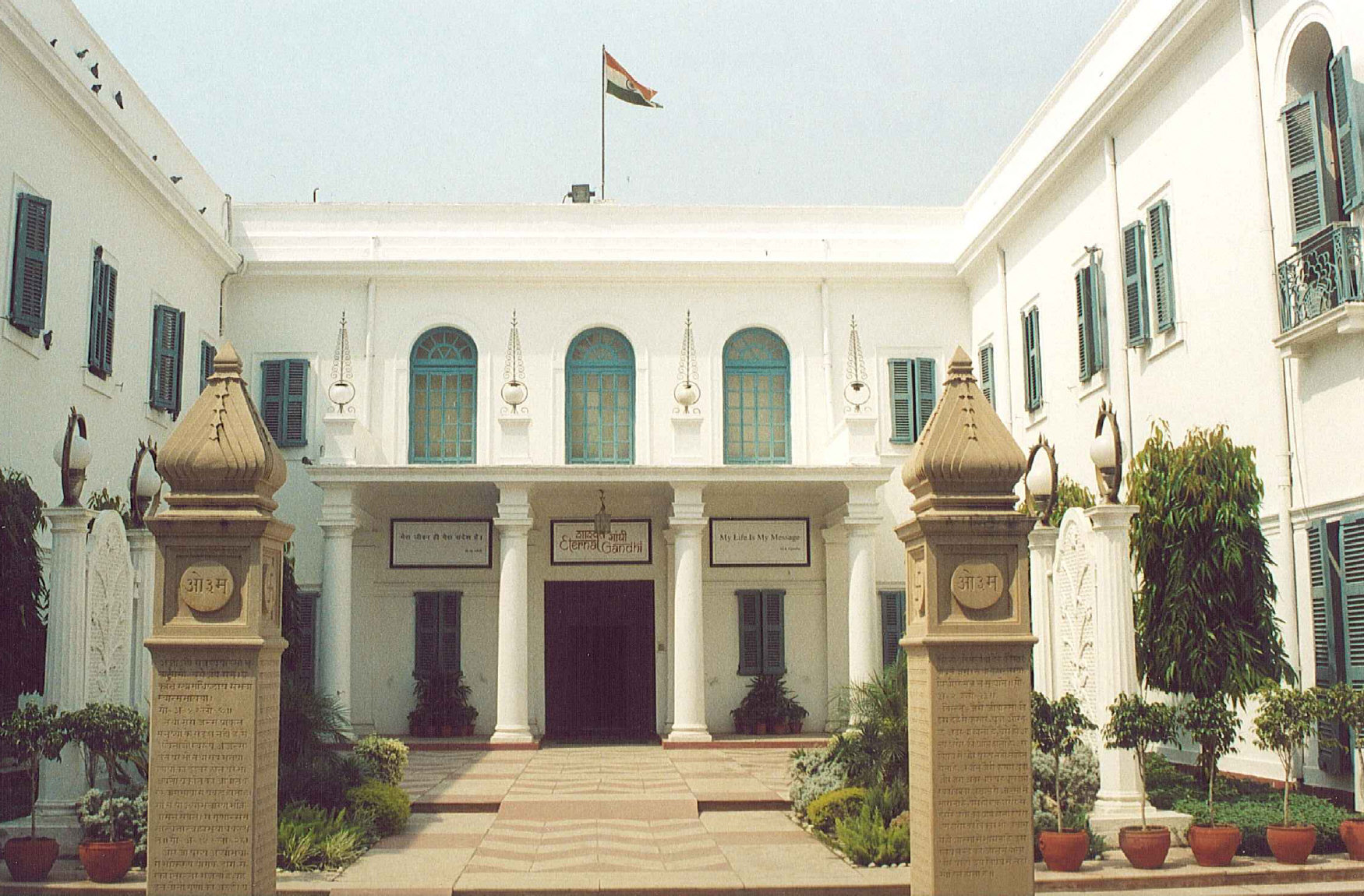
Gandhi Smriti (früher Birla Haus), Neu-Delhi, Indien

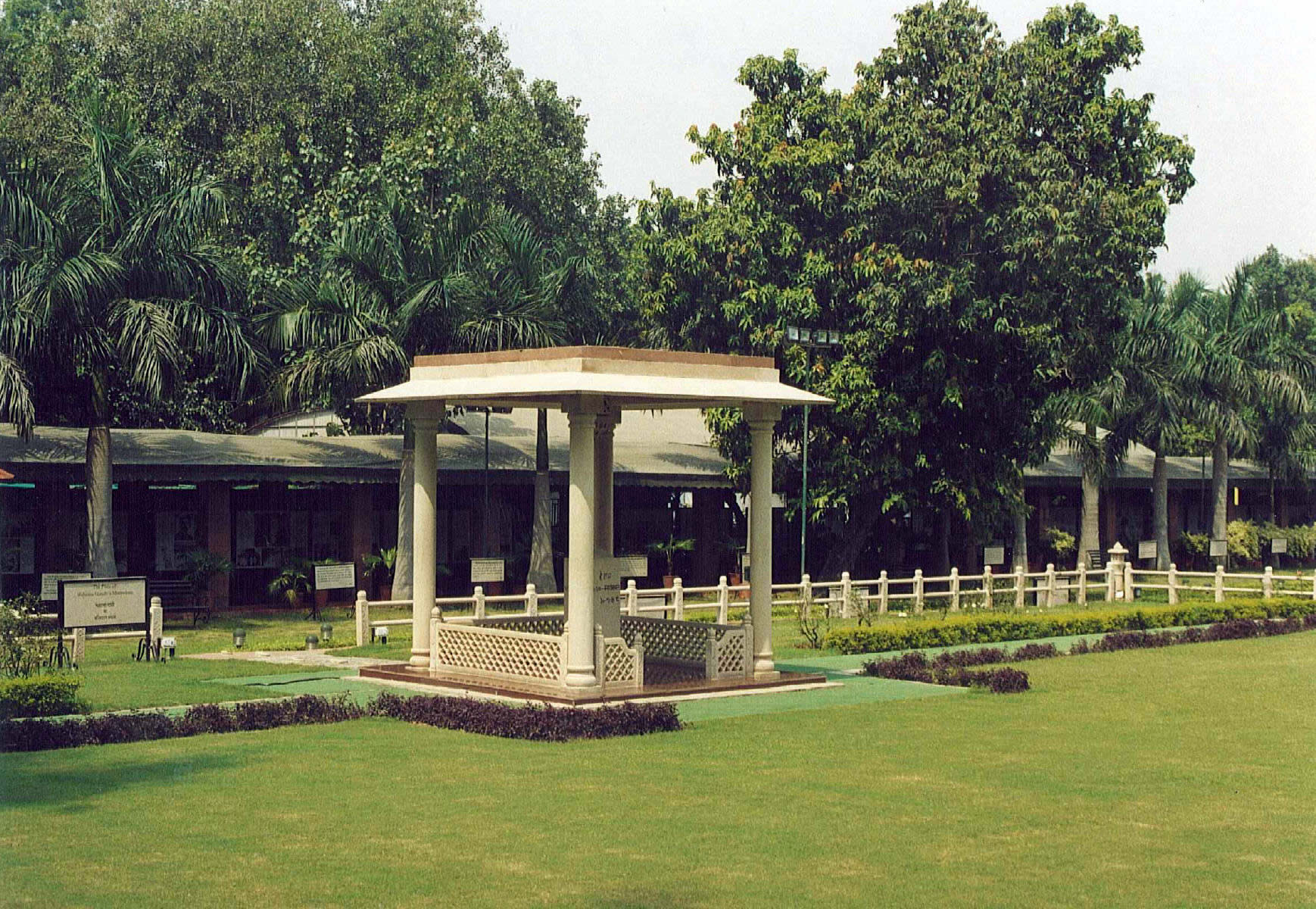
Die „Märtyrersäule“ im Außenbereich des Gandhi Smriti, dem Punkt, an dem Gandhi dem Mordanschlag zum Opfer fiel.

Das Gandhi Smriti, das zuvor als Birla Haus oder Birla Bhavan bekannte Gebäude, ist ein Museum, das dem früheren indischen Rechtsanwalt, politischen sowie geistigen Führer der indischen Unabhängigkeitsbewegung Mohandas Gandhi gewidmet ist. Es befindet sich in der Tees January Road in Neu-Delhi, Indien. Hier verbrachte Mahatma Gandhi die letzten 144 Tage seines Lebens, bevor er am 30. Januar 1948 einem Mordanschlag zum Opfer fiel. Ursprünglich war es das Haus von indischen Geschäftsmagnaten, den Birlas. Es dient seit 1995 als Eternal Gandhi Multimedia Museum.

## Geschichte
Das Gebäude wurde 1971 vom indischen Staat erworben und für die Öffentlichkeit am 15. August 1973 unter dem Namen Gandhi Smriti (oder Gandhi Gedenken) zugänglich gemacht. Das Museum in dem Gebäude zeigt viele Artikel zum Leben und Tod Gandhis. Besucher können die gut erhaltenen Räume, in denen Gandhi lebte, und die Stelle im Gartenbereich, an der Gandhi erschossen wurde, besichtigen.
Die „Märtyrersäule“ (Martyr´s Column) markiert heutzutage die Stelle, an der Gandhi, der „Vater der Nation“ (Father of the Nation), dem Mordanschlag zum Opfer fiel.
Das Museum befindet sich in der 5 Tees January Marg, ein paar Kilometer entfernt vom Connaught Place, dem „Herzen“ und zentralen Geschäftszentrum von Neu-Delhi.